# Ксенія Петербурзька
Ксенія Петербурзька (справжнє ім'я Ксенія Григорівна Петрова; між 1719/1730 — не пізніше 1806, Санкт-Петербург) — православна юродива дворянського походження, що жила в Санкт-Петербурзі. Свята Російської православної церкви
Канонізована до лику святих 6 червня 1988 на Помісному соборі Російської православної церкви.

## Життєпис
Документальні відомості про її життя відсутні, перші публікації народних переказів про неї припадають на 1840-ві роки. Згідно з цими розповідями, вона народилася в першій половині XVIII століття (імовірно між 1719 і 1730 роками). Батька її звали Григорієм, а ім'я матері невідомо. Після досягнення повноліття Ксенія Григорівна поєдналася шлюбом з придворним співаком — Андрієм Федоровичем Петровим. Жила з чоловіком, до отримання звання полковника, в Санкт-Петербурзі в будинку, що знаходився на початку вулиці, згодом названого на честь її чоловіка — «Андрія Петрова» (з 1877 року — Лахтинська вулиця).
Після раптової смерті чоловіка 26-річна Ксенія обрала важкий шлях юродства. Вона пожертвувала будинок чоловіка одній зі своїх знайомих, одягнулася його одяг, відгукувалася тільки на його ім'я і говорила, що він живий, а Ксенія померла. Після того як одяг чоловіка від часу зотлів, вона стала одягатися в червону кофту і зелену спідницю, або в зелену кофту і червону спідницю, а на босих ногах носила рвані черевики. Багато хто пропонував їй теплий одяг і взуття, але блаженна Ксенія не погоджувалася нічого брати.
Милостиню блаженна Ксенія також не приймала, беручи тільки копійки, які потім роздавала. Цілими днями вона блукала вулицями Петербурга, іноді заходила до своїх знайомих, обідала в них і розмовляла з ними. Довгий час було невідомо, де вона проводила ночі. Потім було з'ясовано, що вона в будь-який час року та у будь-яку погоду проводила ночі в полі, де стоячи на колінах молилася до світанку, б'ючи земні поклони на всі чотири сторони.
Також вночі блаженна Ксенія носила цеглу для храму, який будувався на Смоленському кладовищі. Вона напророкувала смерть імператриці Єлизавети Петрівни і Іоанна Антоновича. Своїм даром прозорливості вона допомагала людям у їхньому життєвому устрої і спасінні душі. Особливе благополуччя відвідувало тих, кому блаженна Ксенія що-небудь давала.
Блаженна Ксенія провела в юродстві 45 років і померла на самому початку XIX століття. Вона була похована на Смоленському кладовищі Санкт-Петербурга.

## Канонізація
11/24 вересня 1978 року встановлено і визнано Російською православною церквою за кордоном.
Після багаторічного народного шанування блаженна Ксенія Петербурзька була зарахована до лику святих 6 червня 1988 року на Помісному соборі Російської православної церкви.
Пам'ять святкують 24 січня (6 лютого) і 24 травня (6 червня) — прославляють.

## Іконографія
На іконах Ксенія зображується у спідниці з хусткою на плечах і хусткою на голові, спираючись лівою рукою на костур. На задньому плані зображена Смоленська церква і каплиця Ксенії Блаженної на Смоленському православному кладовищі. Одягнена Ксенія Петербурзька, як правило, в червону спідницю і зелену кофту, або навпаки — зелену спідницю і червону кофту — кольору військового обмундирування її чоловіка.

## Гімнографія
- Тропар, Глас 7

Злидні Христову Возлюби, безсмертния трапези нині насолоджуєшся, божевіллям уявним безумство світу образі, смиренням хрещеним силу Божу воспріяла єси, цього ради дар чудодейственния допомоги стежити, Ксенії Блаженної, моли Христа Бога визволитися нам від усякого зла покаянням.
- Кондак, Глас 3

Днесь світло радіє град святого Петра, яко безліч скорботних знаходять розраду, на твоя молитви яке сподівається, Ксенія всеблаженна, ти бо єси граду сему похвала і твердження.

## Монастирі, присвячені Ксенії Петербурзькій
- Перший монастир, названий в ім'я святої блаженної Ксенії, був заснований в селі Барань Борисівського району Мінської області Республіки Білорусь в серпні 2002 року рішенням Синоду Білоруського Екзархату Російської Православної Церкви[8].
- Жіночий монастир, відкритий в селі Долбенкіно Дмитровського району Орловської області (Орловсько-Ливенська єпархія) з благословіння Священного Синоду 5 березня 2010 року, став першим на території Російської Федерації, присвячений Ксенії[9].

## Храми, присвячені Ксенії Петербурзькій

### Існуючі храми

#### Каплиця на Смоленському кладовищі
На її могилі (на Смоленському кладовищі) в 1902 році за проєктом архітектора Олександра Всеславіна була споруджена простора кам'яна каплиця, яка змінила малу каплицю, споруджену в 3-й чверті XIX століття. За радянської влади двічі закривалася (в 1940 і в 1961 роках). В наші дні каплиця Блаженної Ксенії є однією з головних святинь Петербурга,[джерело?] яка приваблює численних паломників.
 Во имя Отца и Сына и Святого Духа.

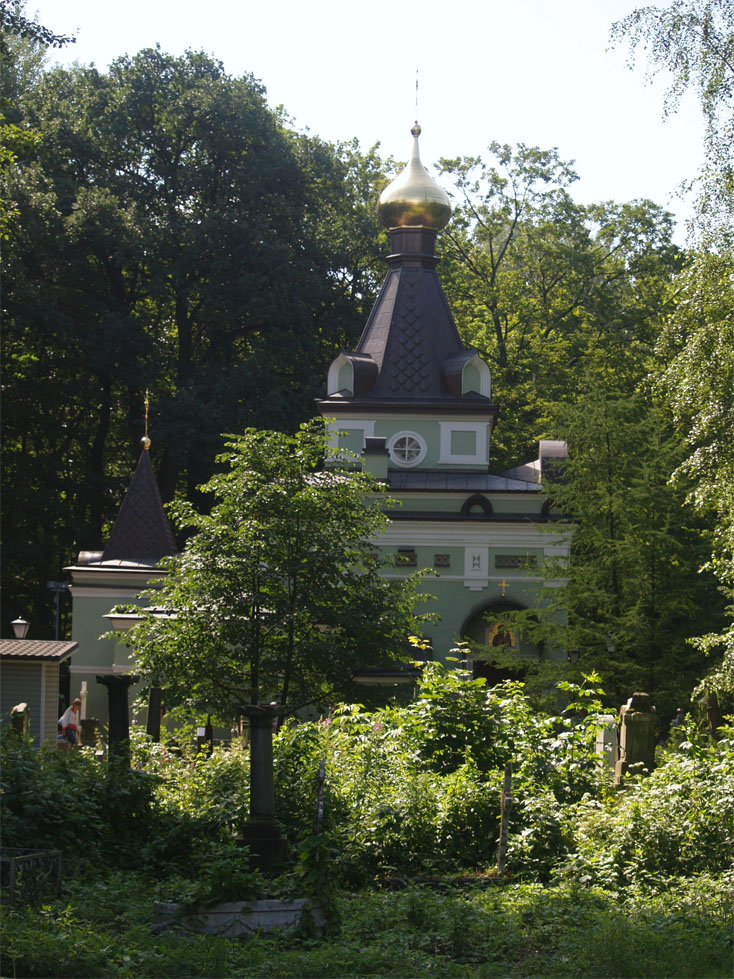
Каплиця Ксенії Блаженної на Смоленському кладовищі в Санкт-Петербурзі, побудована на місці її поховання

В сей часовне погребена раба Божия Блаженная Ксения Григорьевна жена певчего Андрея Федоровича.
Оставшись после мужа 26 лет, странствовала 45 лет. Звалась во вдовстве именем мужа: Андрей Федорович. Всего жития ея было на земле 71 год.
В 1794—1796 году принимала участие в построении Смоленской церкви, тайно по ночам таская на своих плечах кирпичи для строящейся церкви.
«Кто меня знал, да помянет мою душу для спасения своей души». Аминь.

На стіні каплиці — мармурова плита, на якій надпис

Во имя Отца и Сына и Святого Духа.

В сей часовне погребена раба Божия Блаженная Ксения Григорьевна жена певчего Андрея Федоровича.

Оставшись после мужа 26 лет, странствовала 45 лет. Звалась во вдовстве именем мужа: Андрей Федорович. Всего жития ея было на земле 71 год.

В 1794—1796 году принимала участие в построении Смоленской церкви, тайно по ночам таская на своих плечах кирпичи для строящейся церкви.

«Кто меня знал, да помянет мою душу для спасения своей души». Аминь.

#### Храм на честь блаженної Ксенії в Ведмежих Озерах, Московської області

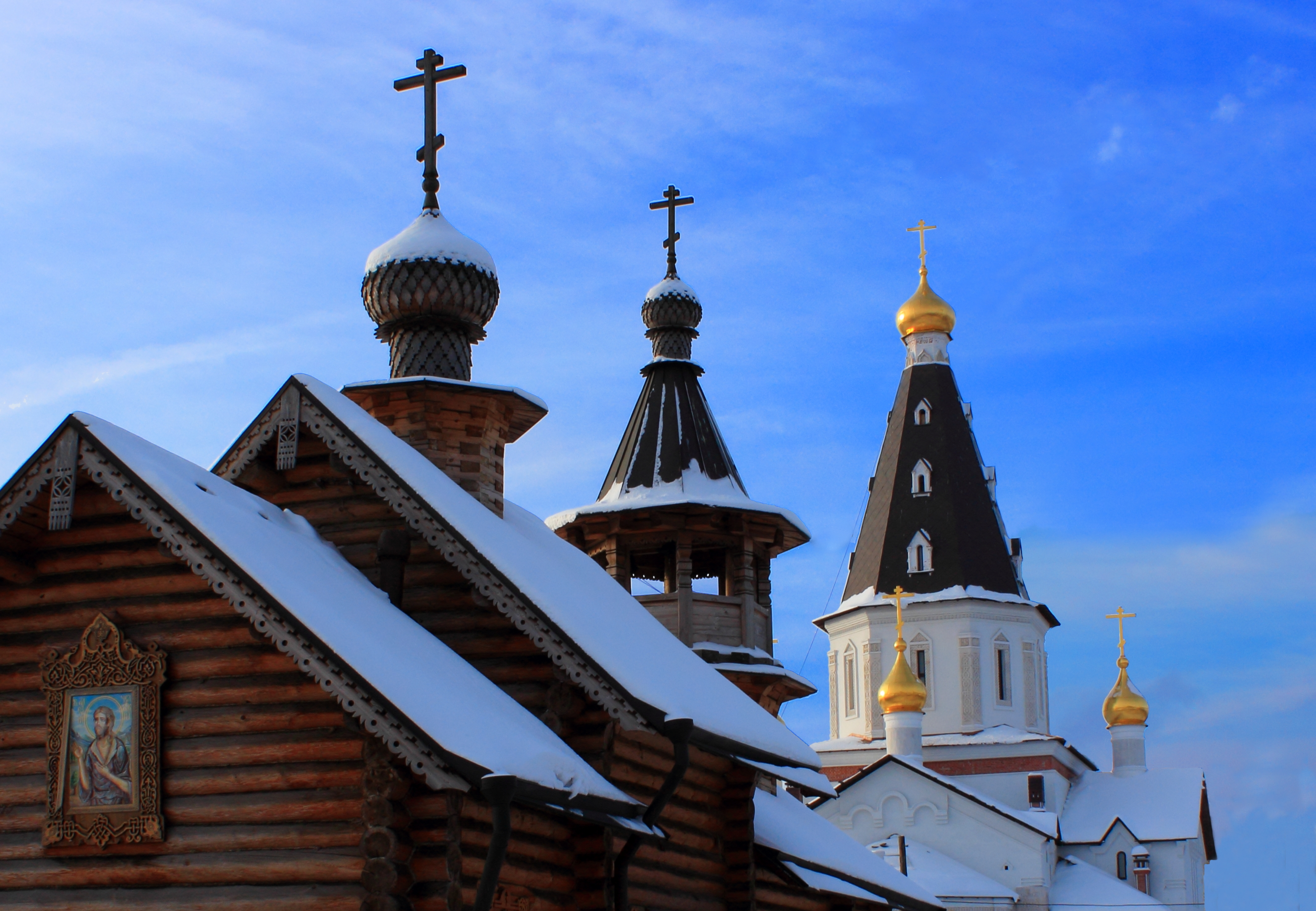
Храмовий комплекс в Ведмежих Озерах

В Щелковском районе Московской области есть красивое заповедное место. Это про Медвежьи Озера. Здесь всего в нескольких километрах от московской кольцевой дороги словно попадаешь в древний заповедный мир. Тихая гладь старинных озёр, задумчивый бор и лишь шум недалекой трассы напоминает о цивилизации. Здесь в деревне Медвежьи Озера строится Храм блаженной Ксении Петербургской.

В Щелковском районе Московской области есть красивое заповедное место. Это про Медвежьи Озера. Здесь всего в нескольких километрах от московской кольцевой дороги словно попадаешь в древний заповедный мир. Тихая гладь старинных озёр, задумчивый бор и лишь шум недалекой трассы напоминает о цивилизации. Здесь в деревне Медвежьи Озера строится Храм блаженной Ксении Петербургской.

В даний час в храмі вже проводяться служби. Храмовий комплекс включає в себе також дерев'яну каплицю на честь Олексія — чоловіка Божого.

#### Храм в селі Арське
Храм Блаженної Ксенії Петербурзької побудований в селі Арськ Ульяновської області, за проєктом батька Олексія всього за один рік. У квітні 2002 року настоятель отець Олексій Кормішін (в миру архітектор) приступив до розробки проєкту нового храму поруч зі старим храмом Богоявлення.
У липні того ж року силами приходу розпочато його будівництво, яке велося «на Славу Божу», без цільового стабільного фінансування.
Храм освячено ієрейським чином 17 квітня 2003 року з благословіння владики Самбірського і Мелекеського Прокла.

#### Каплиця Ксенії Петербурзької на Валаамі
Каплиця на честь блаженної Ксенії Петербурзької розташована на березі монастирської бухти Валаама. Закладена в жовтні 2012 за проєктом архітекторів Трофімових, подружжя Сергія та Наталії та освячена в 2015 році. Вид на точковий церковний силует в обрамленні лісів Валаама відкривається такий, що душа завмирає. Зовні каплицю обробили білим каррарським мармуром. Внутрішнє оздоблення прикрашено мозаїкою.

#### Інші храми, присвячені Ксенії Петербурзької
- Храм святої блаженної Ксенії Петербурзької, хутір Павловський (Кримський район, Краснодарський край)
- Храм святої блаженної Ксенії Петербурзької, місто Сарапул
- Каплиця святої блаженної Ксенії Петербурзької на Кузьминському кладовищі в Москві[11]
- Каплиця святої блаженної Ксенії Петербурзької на Лианозовському кладовищі (Московська область, Митищинський район)[12]
- Храм святої блаженної Ксенії Петербурзької в Рудничному районі місто Кемерово
- Каплиця святої блаженної Ксенії Петербурзької, село Сизьма Вологодської області.
- Парафія в ім'я святої блаженної Ксенії Петербурзької (Берлінська єпархія РПЦ) в Нюрнберзі[13]
- Парафія в ім'я святої блаженної Ксенії Петербурзької (Берлінська єпархія РПЦ) в Ростоке[14]
- Парафія в ім'я святої блаженної Ксенії Петербурзької, селище Поназирево Костромської області.
- Храм святої блаженної Ксенії Петербурзької Московського патріархату в місті Фару, Португалія. Існує з 2006 року.
- Каплиця святої блаженної Ксенії Петербурзької на території міської клінічної лікарні № 1, міста Тольятті
- Каплиця святої блаженної Ксенії Петербурзької на території міської клінічної лікарні № 1 імені С. З. Фішера, місто Волзький Волгоградської області.
- Храм святої блаженної Ксенії Петербурзької в Іркутську[15].
- Храм Ксенії Блаженної в Гельсінкі[16]
- Храм святої блаженної Ксенії Блаженної у Воронежі
- Храм святої блаженної Ксенії Петербурзької, селище Колосистий, Краснодара[17]
- Храм святої блаженної Ксенії Петербурзької, селище Абрау-Дюрсо (район Новоросійська)
- Парафія Ксенії Петербурзької, місто Тихорєцьк Краснодарського краю
- Каплиця Ксенії Блаженної в Мурманську
- Жіночий монастир святої блаженної Ксенії Петербурзької в селі Долбенкіно, Орловська область
- Парафія Ксенії Блаженної в Південно-Сахалінську
- Храм Ксенії Блаженної в Архангельську
- Каплиця Ксенії Блаженної в Мінську[18]
- Парафія Ксенії Блаженної, селище Усть-Омчуг (Магаданська область, Тенькінський район)
- Храм святої блаженної Ксенії Петербурзької в Донецьку (Україна)
- Храм святої блаженної Ксенії Петербурзької в Вінниці (Україна)
- Храм святої блаженної Ксенії Петербурзької в Білій Церкві (Україна)
- Храм Святої Блаженної Ксенії Петербурзької у м. Рівному, вул. Євгена Коновальця, 30 (Україна)
- Храм в ім'я Святої Блаженної Ксенії Петербурзької в Єкатеринбурзі
- Храм святої блаженної Ксенії Петербурзької, місто Орєхово-Зуєво[19]
- Храм святої блаженної Ксенії Петербурзької, селище Приладозький Ленінградської області[20]
- Храм святої блаженної Ксенії Петербурзької, село Жабино Ленінградської області
- Храм святої блаженної Ксенії Петербурзької в Брянську[21]
- Каплиця в ім'я святої блаженної Ксенії Петербурзької при обласній дитячій лікарні імені Н. Ф. Філатова в Пензі[22]
- Храм святої блаженної Ксенії Петербурзької в Твері
- Храм святої блаженної Ксенії Петербурзької, місто Клин (Московська область)
- Храм святої блаженної Ксенії Петербурзької в Єйску (Краснодарський край)
- Храм святої блаженної Ксенії Петербурзької в Азері (Естонія)[23]
- Храм святої блаженної Ксенії Петербурзької в Шушарах (Санкт-Петербург)[24]
- Монастир в ім'я святої блаженної Ксенії Петербурзької, село Барань, Борисівський район, Мінської області, Білорусь
- Храм святої блаженної Ксенії Петербурзької в Яр-Сале, Ямальського району, Ямало-Ненецького АО[25]
- Храм блаженної Ксенії Петербурзької, місто Суми (Україна), на території Сумської міської клінічної лікарні № 1[26]
- Храм святої блаженної Ксенії Петербурзької, село Дубки, Сімферопольського району, Республіка Крим
- Храм святої блаженної Ксенії Петербурзької в Метуєні, Массачусетс (США), Російської православної церкви закордоном[27]
- Парафія в ім'я святої блаженної Ксенії Петербурзької, село Некрасовка Хабаровського району Хабаровського краю.
- Храм святої блаженної Ксенії Петербурзької, село Червона Поляна Чорноморського району, Республіка Крим
- Храм на честь святої блаженної Ксенії Петербурзької в Москві (Північний округ, Бескудніковський проїзд, вл. 4)[28]
- Храм святої блаженної Ксенії Петербурзької, село Тополі, громада Варна, Болгарія[29]
- Храм святої блаженної Ксенії Петербурзької, Одеська єпархія, Українська православна церква (Московського патріархату) (Одеса, 2-й Християнський цвинтар)[30]
- Храм на честь святих Ксенії Петербурзької і Матрони Московської (місто Курськ)
- Храм в ім'я святої Ксенії Петербурзької, місто Капчагай Алматинської області, Республіка Казахстан[31]
- Каплиця Ксенії Петербурзької, місто Шуя, Івановська область, біля Шуйської центральної районної лікарні[32]
- Каплиця святої блаженної Ксенії Петербурзької, с. Білоріченськ Іркутської області
- Домовий храм в ім'я святої блаженної Ксенії Петербурзької в приватній православній школі Шостаковичів, 199004, м. Санкт-Петербург, В. О., Волзький пр., д. 11[33].

### Будуються і проєктуються

#### Церква на Петроградській стороні
На Петроградській стороні в Санкт-Петербурзі наприкінці 2010 року почалося будівництво церкви Святої Блаженної Ксенії.

#### Храм у Воронежі
Православний храм в ім'я святого благовірного великого князя Олександра Невського в Воронежі закладений в жовтні 1995 року з благословення Мефодія, митрополита Воронезького і Липецького. Очолив будівництво протоієрей Олександр Трунов. Спочатку в Північному мікрорайоні повинен був бути побудований храм Ксенії Петербурзької і каплиця Олександра Невського, але згодом з каплиці зробили храм. Влітку 1996 року відбулося перше богослужіння.
З благословіння Владики Мефодія в 1999 році почалося будівництво нового двоповерхового храму на честь святої блаженної Ксенії Петербурзької.

#### Інші церкви, що будуються в ім'я Ксенії Петербурзької
- Храм Святої Блаженної Ксенії Петербурзької відкрився в селі Ведмежі Озера Щелковського району Московської області.
- Храм Святої Блаженної Ксенії Петербурзької в м Ставрополь Ставропольського краю, пров. Онезький, 28/4.
- Храм Святої Блаженної Ксенії Петербурзької в м Севастополь, Крим
- Храм Святої Блаженної Ксенії Петербурзької в м Челябінську[34]
- Храм святої блаженної Ксенії Петербурзької в м Кизил, Республіка Тива (Тува)
- Храм святої блаженної Ксенії Петербурзької в м Благовєщенськ (Амурська область)[35]
- Храм святої блаженної Ксенії Петербурзької в м Лімассол (Кіпр)[36].

## Інші відомості
У 2012 році острів Ніуе випустив в обіг пам'ятну монету номіналом 1 новозеландський долар із зображенням на її зворотному боці блаженної Ксенії Петербурзької на фоні каплиці Смоленського кладовища. У 2016 році острів Ніуе випустив в обіг нову монету «Свята Ксенія Петербурзька» номіналом 2 новозеландських долари. На реверсі зображено Ксенія Петербурзька на фоні каплиці Смоленського кладовища і церкви.
У лютому 2017 року Державний Ермітаж представив передбачуваний прижиттєвий портрет Ксенії Петербурзької. Робота була відреставрована і виставлена в публічній зоні реставраційно-депозитарного центру Ермітажу «Старе село». За словами художника-реставратора Миколи Малиновського, «видно, що портрет шанувався, за ним доглядали. У барвистому шарі була рясна кіптява і опіки, тобто перед картиною стояла свічка або масляний світильник. Перед тим як полотно потрапило в музей, його неодноразово очищали від накопиченого бруду, освіжали новими фарбами і навіть вносили деякі зміни».